# Daniel Polz
Daniel Polz (* 5. Oktober 1957 in Hamburg) ist ein deutscher Ägyptologe.

## Leben
Daniel Polz studierte von 1978 bis 1988 Ägyptologie, Ur- und Frühgeschichte sowie Allgemeine Sprachwissenschaft an der Universität Heidelberg. In diesen Jahren nahm er an Ausgrabungen in Rheinzabern, Rothenburg ob der Tauber, Merimde-Beni Salâme, Theben (Thebanische Gräber TT296, 41, 373, 54, 36) und Dahschur teil. 1988 erfolgte die Promotion bei Jan Assmann mit der Dissertationsschrift Das Grab Nr. 54 in Theben – Ein Beitrag zur Archäologie thebanischer Felsgräber. Danach wurde Polz Referent am Sondersammelgebiet Ägyptologie, Klassische Archäologie, Ur- und Frühgeschichte und Vorderer Orient der Universitätsbibliothek Heidelberg. 1989 wechselte er als Referent  an die Abteilung Kairo des Deutschen Archäologische Instituts und war 1989/90 Inhaber des Reisestipendiums des Deutschen Archäologischen Instituts. Danach setzte er seine Tätigkeit als Referent an der Abteilung Kairo fort. Ab 1991 leitete er die Unternehmung in Dra Abu el-Naga in Theben-West.
1993 ging Polz in die USA und wurde Assistant Professor für Egyptian Archaeology and History an der University of California in Los Angeles, 1998 wurde er dort Associate Professor. 1999 wurde er 2. Direktor („Wissenschaftlicher Direktor“) der Abteilung Kairo des Deutschen Archäologischen Instituts. 2006 erfolgte die Habilitation an der Universität München mit einer Arbeit zum Thema Der Beginn des Neuen Reiches. Zur Vorgeschichte einer Zeitenwende, seitdem ist Polz neben seiner Tätigkeit für das Deutsche Archäologische Institut Privatdozent in München. Im Herbst 2022 trat er in den Ruhestand.
Polz forscht zu thebanischen Beamtengräbern, Privat- und Königsgräbern der Zweiten Zwischenzeit und des frühen Neuen Reiches sowie zur Sozial- und Kulturgeschichte des Neuen Reiches. Er ist Ordentliches Mitglied des Deutschen Archäologischen Instituts.

## Schriften (Auswahl)
- Das Grab des Hui und des Kel. Theben Nr. 54 (= Archäologische Veröffentlichungen. Band 74). von Zabern, Mainz 1997, ISBN 3-8053-1856-1 (= Dissertation).
- mit Anne Seiler: Die Pyramidenanlage des Königs Nub-Cheper-Re Intef in Dra‘ Abu el-Naga. Ein Vorbericht (= Deutsches Archäologisches Instituts. Abteilung Kairo. Sonderschrift. Band 24). von Zabern, Mainz 2003, ISBN 3-8053-3259-9.
- Der Beginn des neuen Reiches. Zur Vorgeschichte einer Zeitenwende (= Deutsches Archäologisches Instituts. Abteilung Kairo. Sonderschrift. Band 32). de Gruyter, Berlin / New York 2007, ISBN 978-3-11-019347-3 (= Habilitationsschrift, Universität München 2006).
- (Hrsg.): Für die Ewigkeit geschaffen. Die Särge des Imeni und der Geheset. von Zabern, Mainz 2007, ISBN 978-3-8053-3794-6.
- Die sogenannte Hundestele des Königs Wah-Anch Intef aus el-Târif. Eine Forschungsgeschichte. (= Deutsches Archäologisches Instituts. Abteilung Kairo. Sonderschrift. Band 42). Harrassowitz, Wiesbaden 2019, ISBN 978-3-447-11231-4.
- mit Ina Eichner (Hrsg.): Das Pauloskloster (Deir el-Bachît) in den Bergen von Djeme/Oberägypten. Eine Mönchsgemeinschaft am Rande der Wüste. Internationaler Workshop an der Österreichischen Akademie der Wissenschaften, Wien, 20.–21. Mai 2019. Harrassowitz, Wiesbaden 2022, ISBN 978-3-447-11774-6.